# 大島寛爾
大島 寛爾（おおしま かんじ、1854年1月27日（嘉永6年12月29日）- 1933年（昭和8年）4月24日）は、日本の弁護士、政治家。衆議院議員、埼玉県北足立郡浦和町長。

## 経歴
肥前国高来郡堂崎村（のち長崎県南高来郡有家町、現:南島原市）で、佐々木龍潭の三男として生まれ、大島命の養嗣子となる。長南梁、村上仏山から漢籍を学ぶ。その後、長崎の瓊林館で英書を学んだが、学費の工面のため長崎本獄吏員となり、入獄中の丸山作楽とよしみを通じた。1875年、丸山の密書を持参して上京し、職を転々としながら丸山の動きに備えていた。
丸山の陰謀が止むと、東京の茂松法学舎で法律学を学び、1880年、代言人試験に合格して、1882年、浦和町に事務所を開設した。その後、埼玉県代言人組合会長、埼玉県会議員、同議長を務めた。県会では、河川堤防の整備に偏っていた土木政策に対して、道路整備の必要性を訴えた。
1898年3月の第5回衆議院議員総選挙に落選後は政界から退き、1900年に浦和商業銀行の設立に参画して専務取締役に就任し、その後、頭取となり、埼玉電灯社長も務めた。
1912年5月、第11回衆議院議員総選挙に埼玉県郡部から立憲政友会所属で出馬して当選し、衆議院議員を一期務めた。また、1899年に第2代浦和町長となり、その後も二度同町長を務め、旧制浦和高等学校の設立に尽力した。
また、免囚保護に取組み、1890年、有志と埼玉慈善会保護院を設立して院長に就任。一旦事業を中断するも復興して事業を継続し、埼玉自彊会と改称した。

## その他
1923年（大正12年）2月23日付の朝日新聞朝刊で埼玉自彊会を報じた記事をデータベース化する際、掠れていた「彊」を「彁」として登録したことで幽霊文字が発生した。